# Lopatanj
Lopatanj (en serbe cyrillique : Лопатањ) est une localité de Serbie située dans la municipalité d’Osečina, district de Kolubara. Au recensement de 2011, elle comptait 1 123 habitants.
Lopatanj est officiellement classé parmi les villages de Serbie.

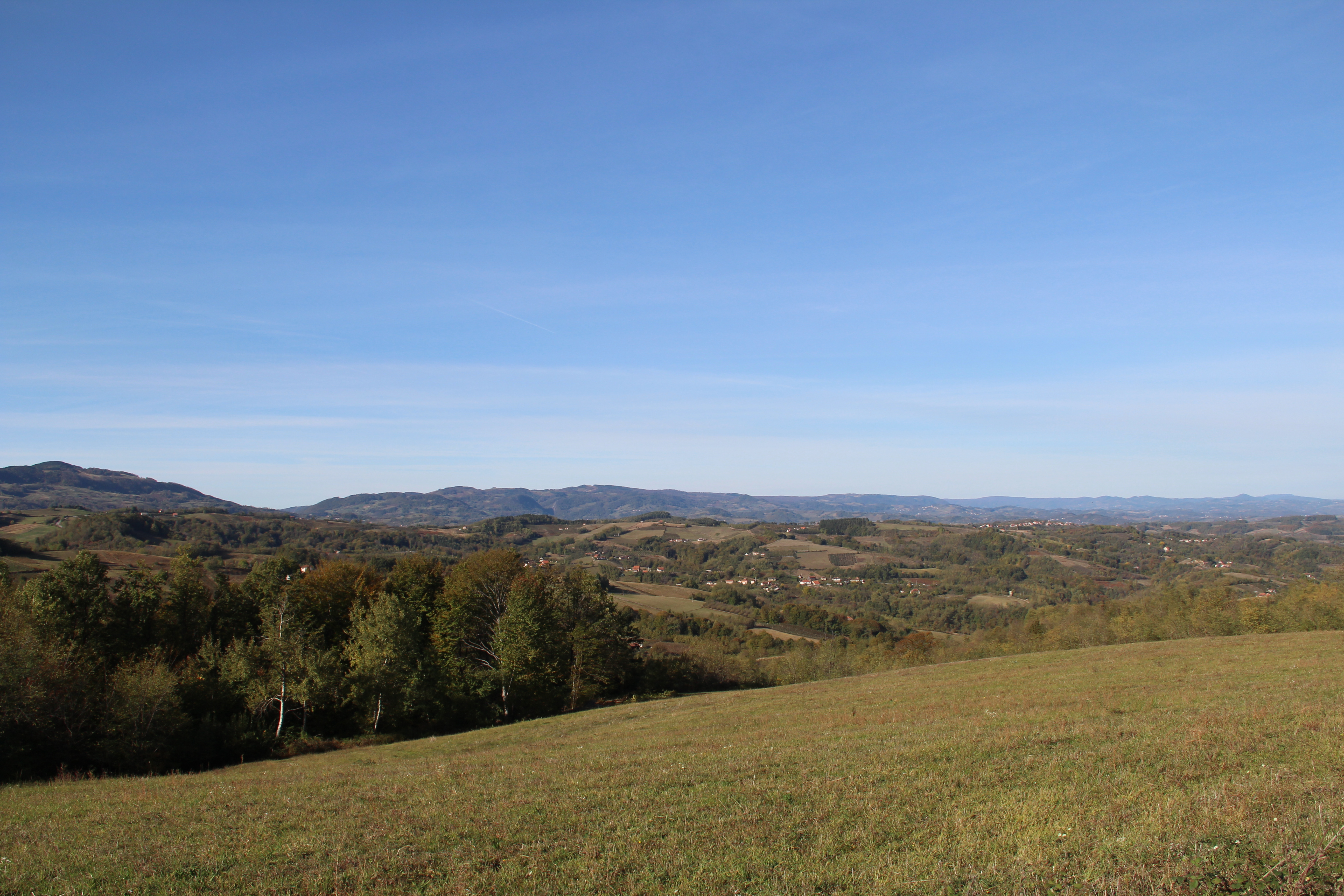
Lopatanj - panorama
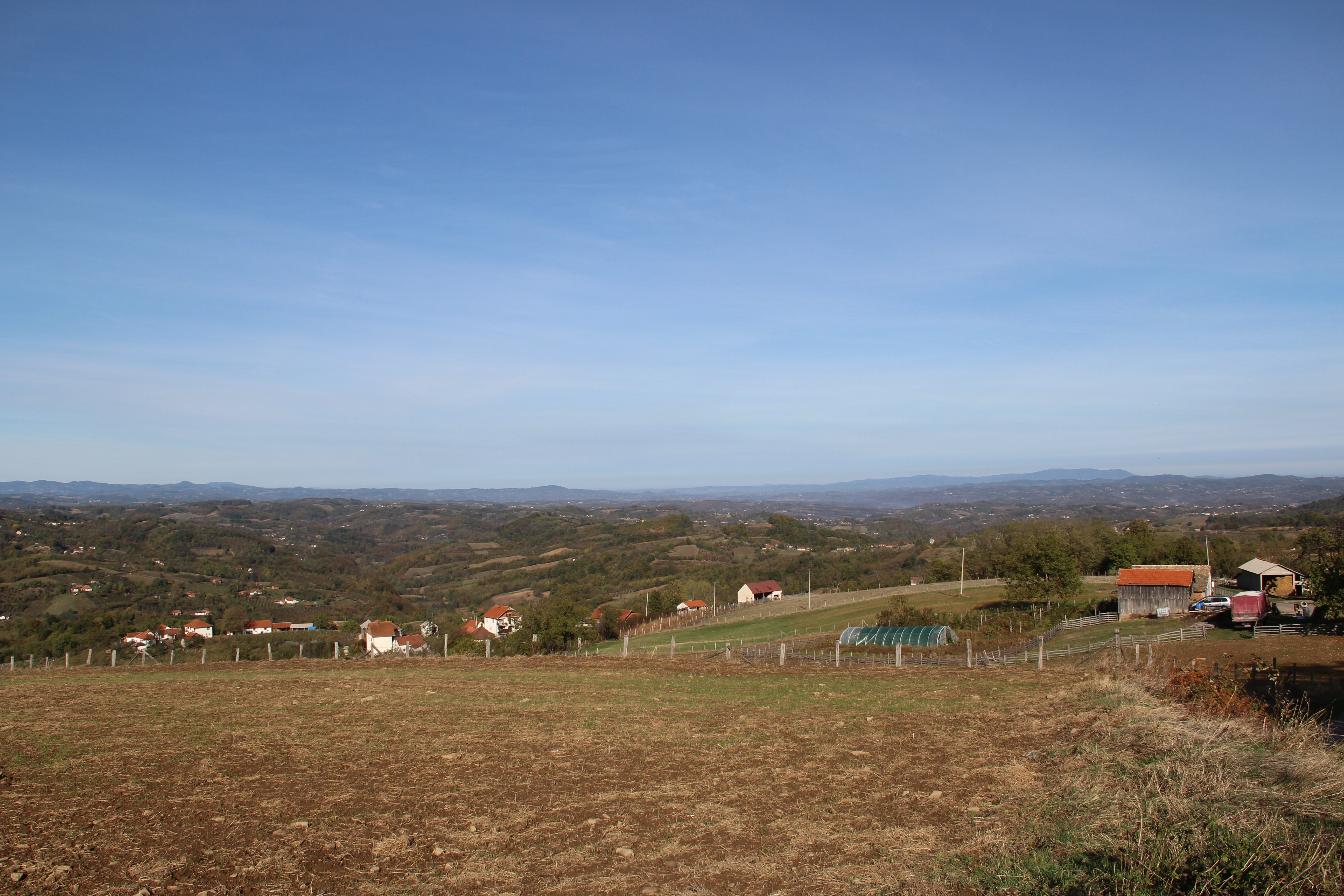
Lopatanj - panorama
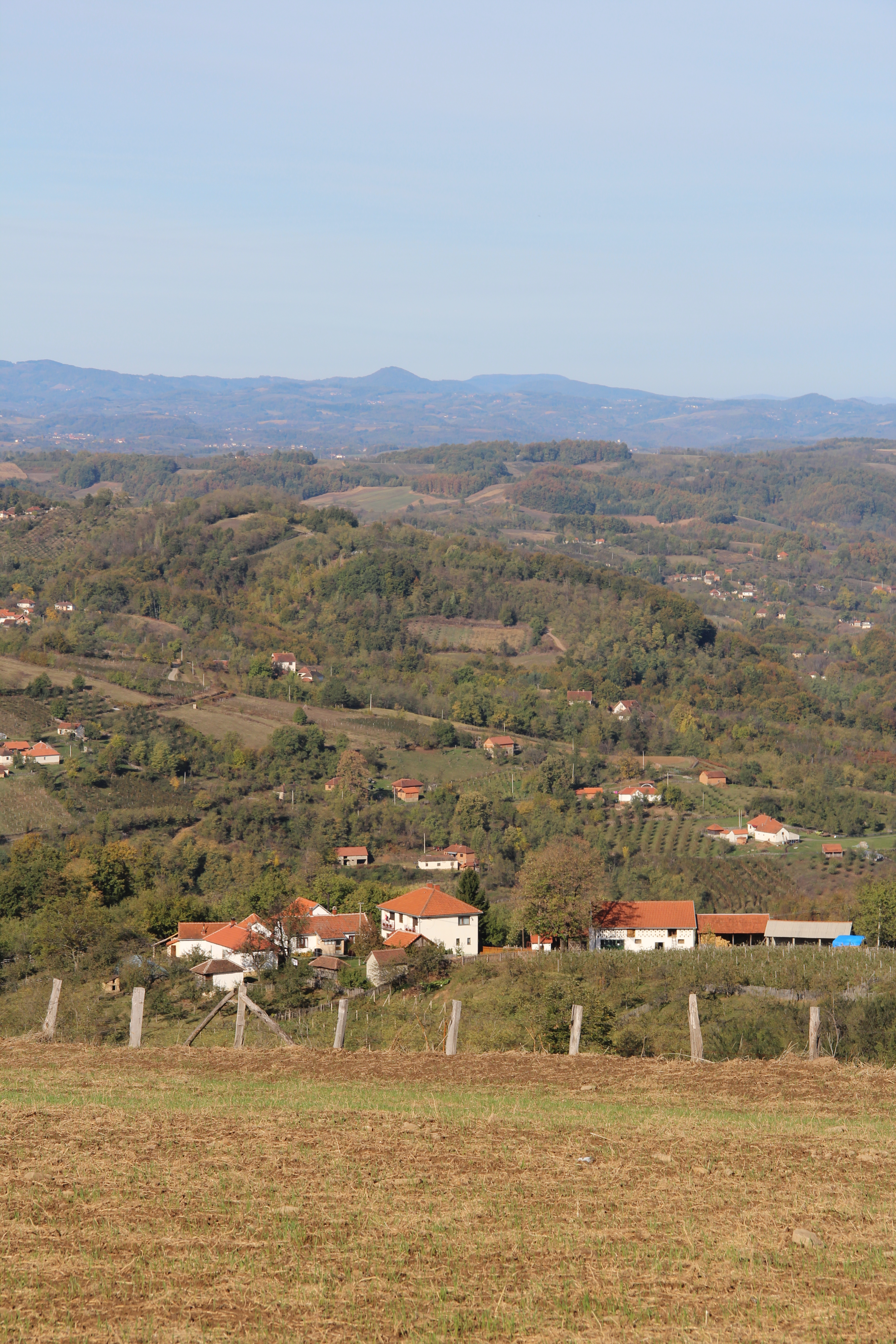
Lopatanj - panorama
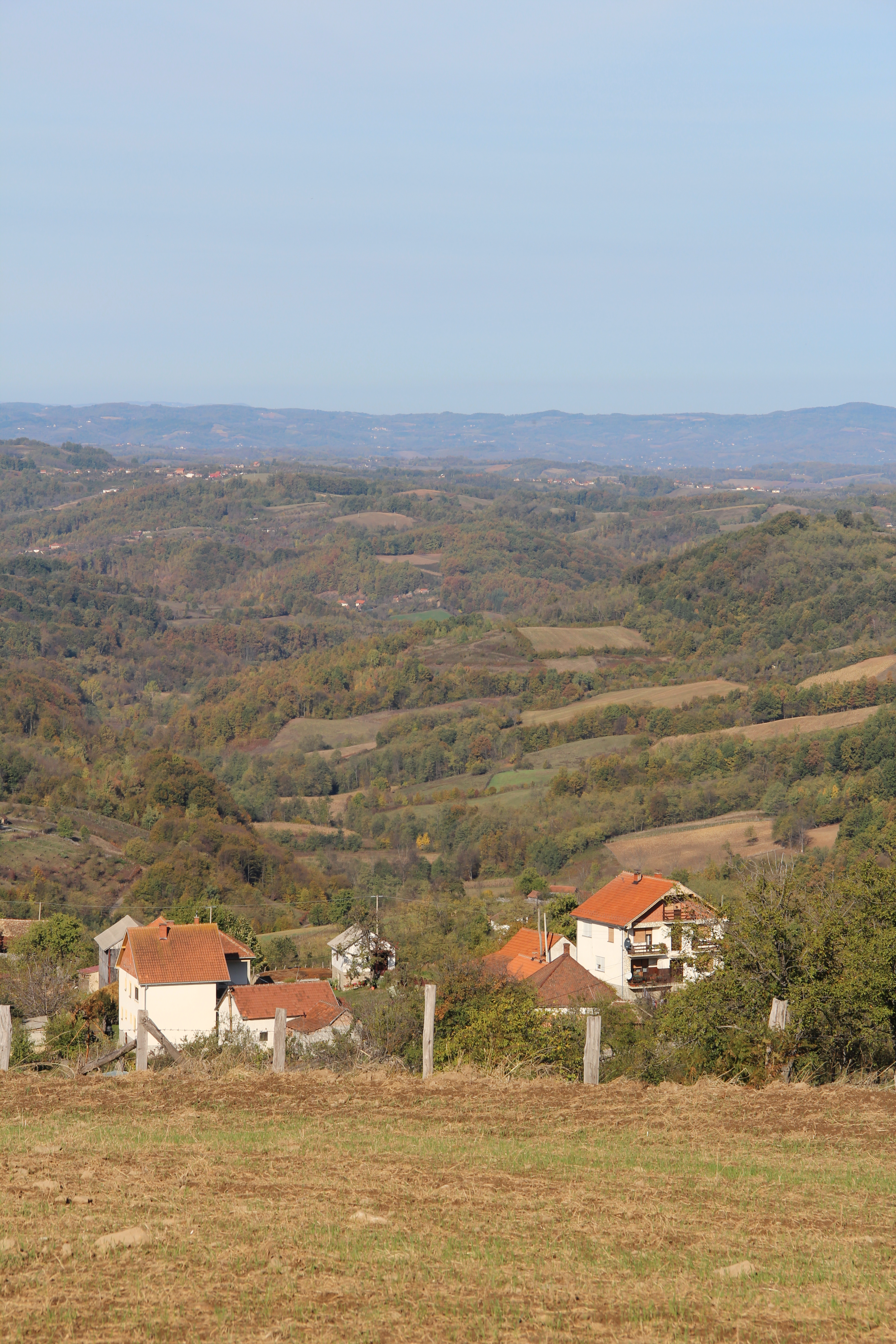
Lopatanj - panorama
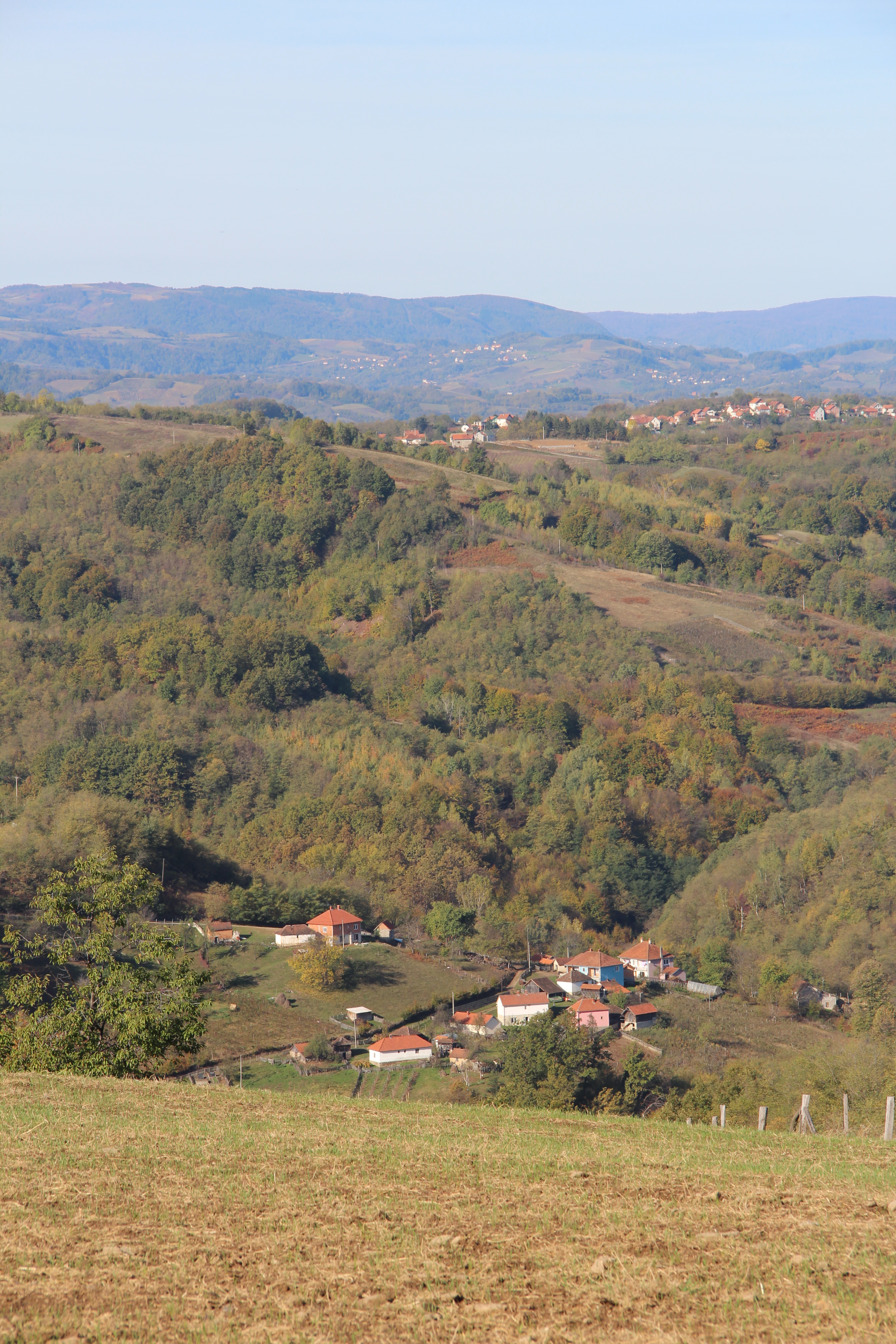
Lopatanj - panorama
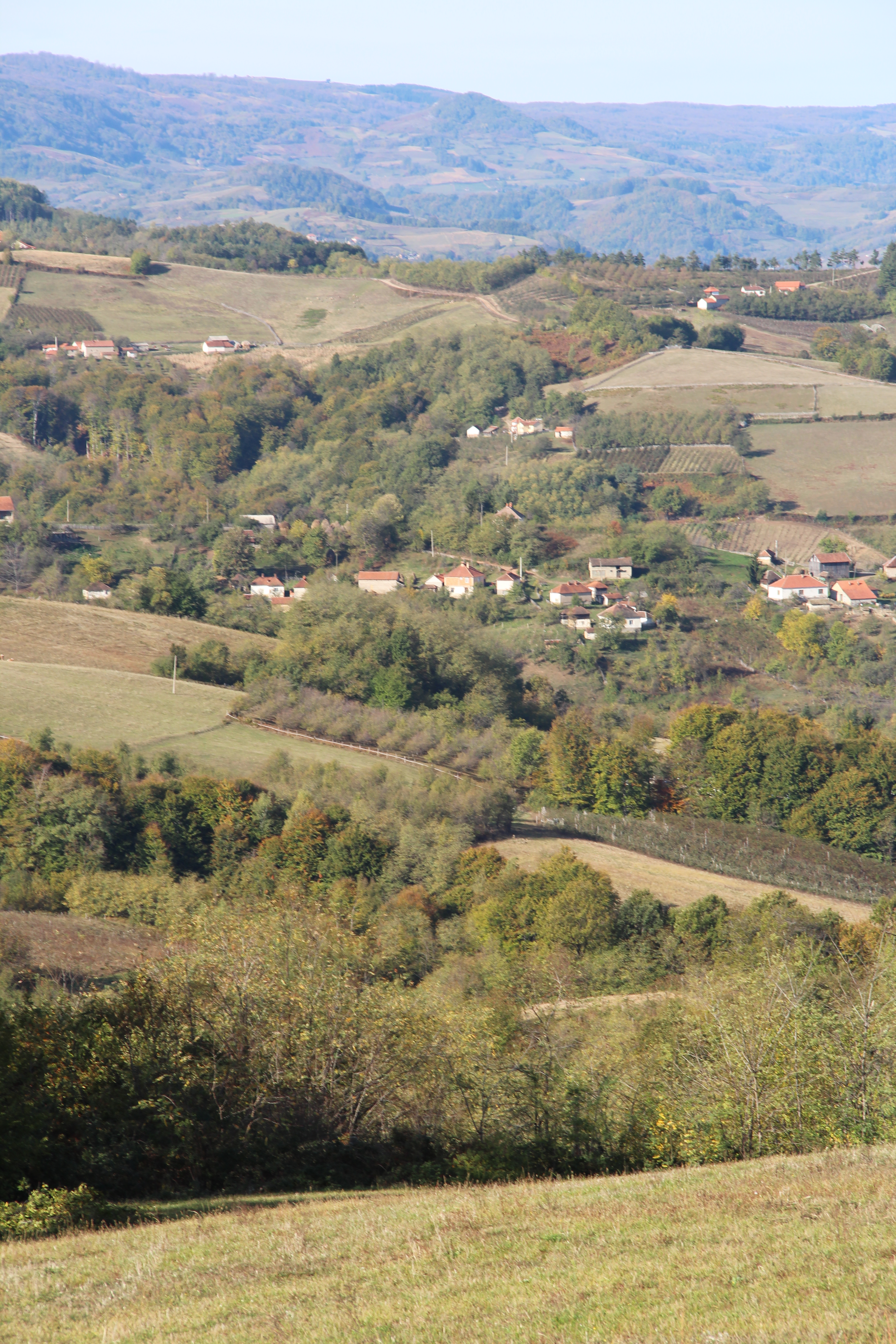
Lopatanj - panorama
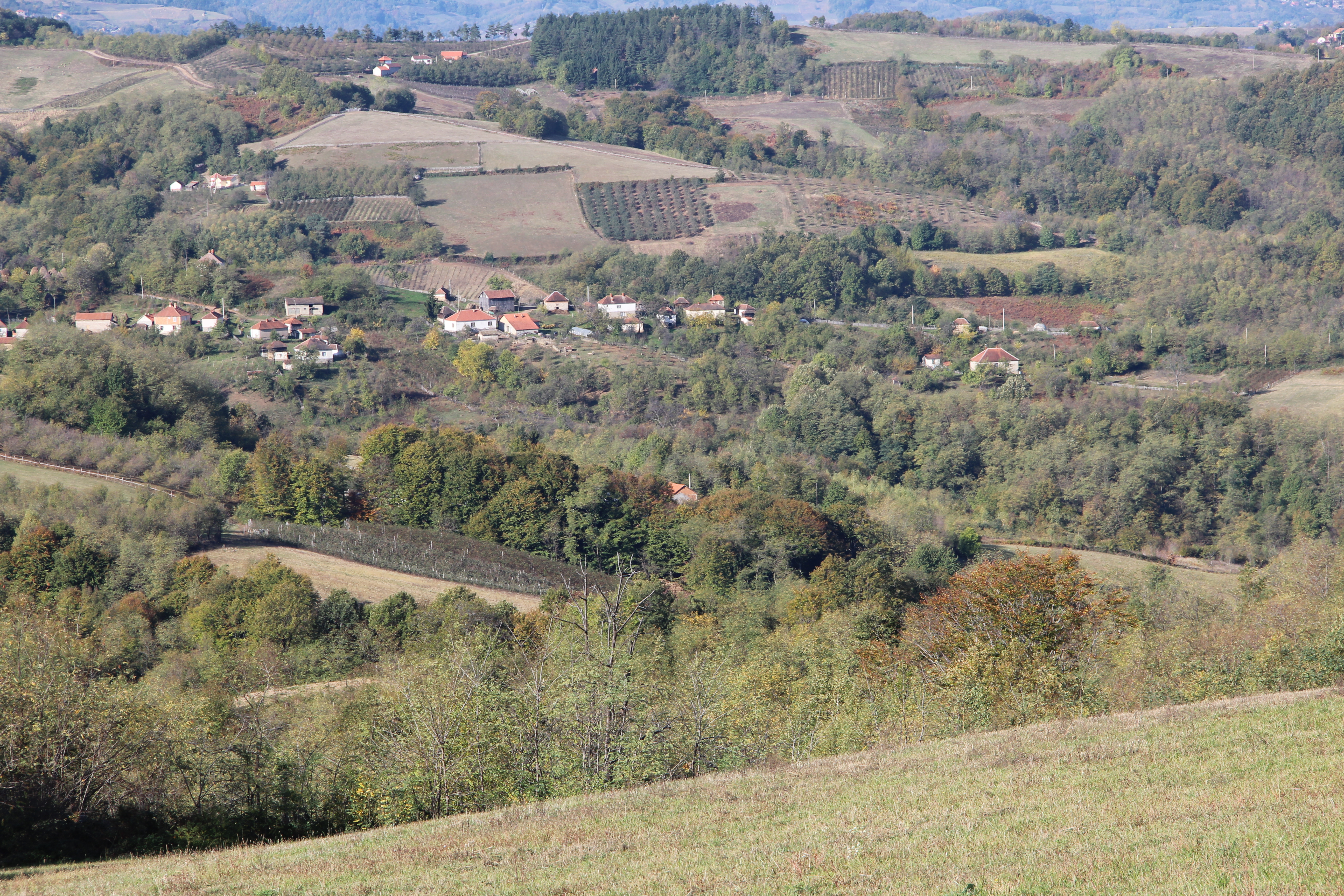
Lopatanj - panorama
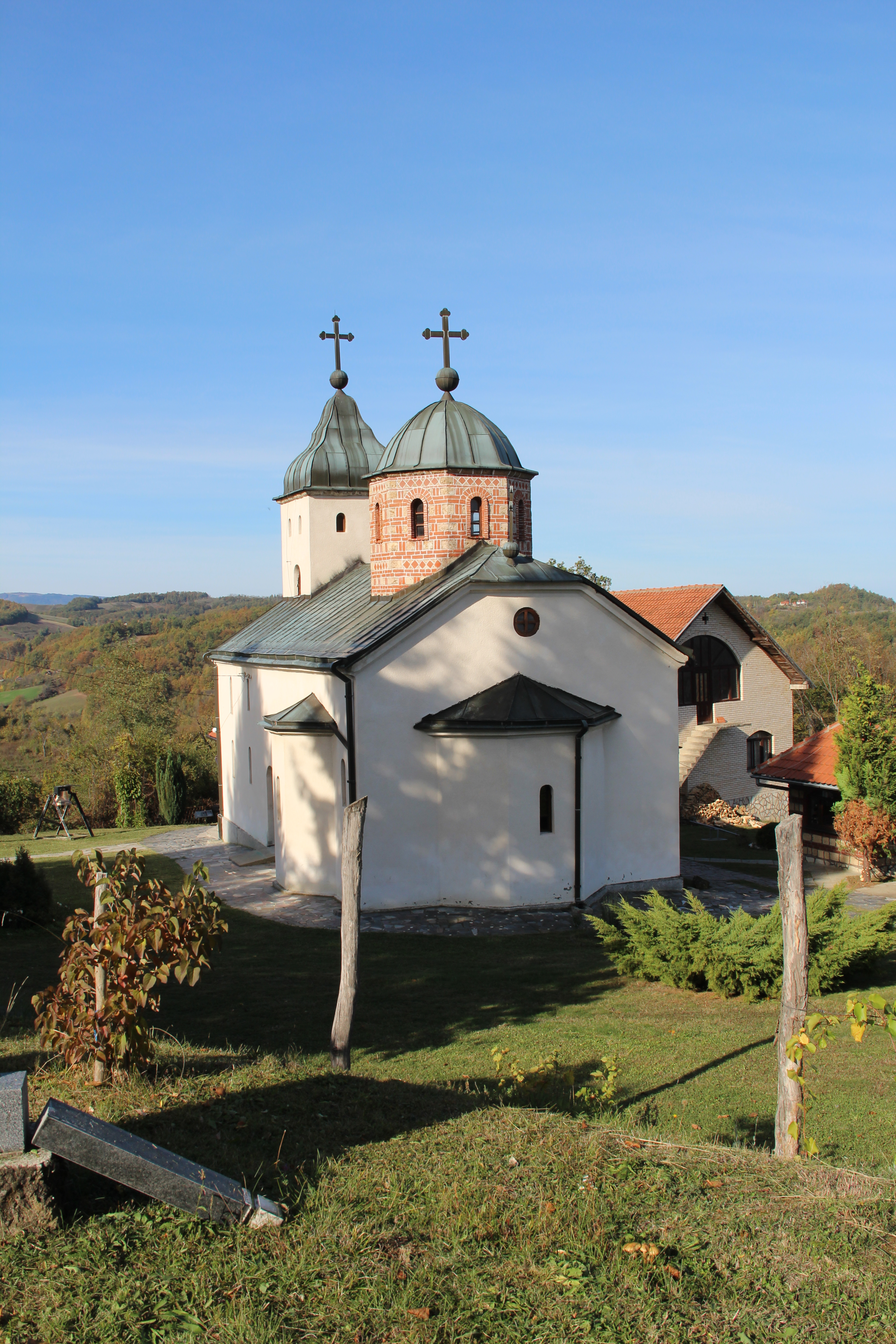
Lopatanj - Église Saint-Luc

## Démographie

### Évolution historique de la population
| 1948  | 1953  | 1961  | 1971  | 1981  | 1991  | 2002  | 2011  |
| ----- | ----- | ----- | ----- | ----- | ----- | ----- | ----- |
| 2 146 | 2 140 | 2 064 | 1 881 | 1 632 | 1 483 | 1 330 | 1 123 |

|  |